# اعتراضات ۱۴۰۱ بازنشستگان تأمین اجتماعی
اعتراضات ۱۴۰۱ بازنشستگان تأمین اجتماعی در ادامه سال‌های گذشته در اعتراض به اجرایی نشدن مصوبه مزدی شورای‌عالی کار و وضعیت نامساعد معیشتی در شهرهای مختلف ایران به شکل تجمع و راهپیمایی ادامه داشته‌است. بازنشستگان نسبت به مصوبه روز ۱۵ خرداد هیئت وزیران مبتنی بر افزایش ۱۰٪ به حقوق خود به اعتراض خود ادامه داده و خواهان ازدیاد حقوق به میزان نرخ موجود سبد معیشت شدند.
از ابتدای سال ۱۴۰۱ دولت با قطع ارز ۴۲۰۰ تومانی و قطع یارانه کالاهای پایه‌ای باعث گرانی چندین برابری آرد، روغن، برنج، گوشت قرمز، مرغ و دیگر موادغذایی شد. این اقدام اعتراضات عمومی وسیعی را در شهرهای مختلف کشور به همراه داشت.
این تجمع‌ها که در چند روز اخیر شدت بیشتری به خود گرفته‌است در تهران در مقابل مجلس و در سایر شهرها در مقابل ادارات سازمان تأمین اجتماعی یا در مقابل استانداری‌ها برپا شدند. معترضان شعارهایی ضدحکومتی از جمله «مرگ بر رئیسی» و «مرگ بر دولت مردم‌فریب» سر داده و صفوف نیروهای امنیتی که مانع ادامه راهپیمایی خیابانی به خصوص در قیام بازنشستگان تبریز بودند را در هم شکستند.

## اعتراضات
یکشنبه ۲۵ اردیبهشت، گروهی از بازنشستگان تأمین اجتماعی در شهرهای تبریز، اهواز، قزوین، اراک، مشهد، اصفهان و ایلام در مقابل اداره کل تأمین اجتماعی استان دست به تجمع زده و شعار می‌دادند: «وزیر بی‌لیاقت، استعفا استعفا»، «معیشت منزلت حق مسلم ماست»، و «فقط کف خیابون، به‌دست میاد حقمون» سر دادند. آنها مطالباتشان را افزایش حقوق در موازات خط فقر، اجرای قانون همسان سازی حقوق، رفع مشکلات بیمه تکمیلی، پرداخت پاداش آخر سال و همچنین محاسبه سوابق مشاغل سخت و زیان آور در محاسبات مربوط به حقوق‌شان، عنوان کردند.
دوشنبه ۲۶ اردیبهشت ماه، جمعی از بازنشستگان در شهرهای تبریز، اهواز، قزوین، اراک، مشهد، اصفهان و ایلام در مقابل ادارات تأمین اجتماعی دست به تجمع اعتراضی زدند.
یکشنبه ۱ خرداد ۱۴۰۱، تعدادی از بازنشستگان و مستمری‌بگیران تأمین اجتماعی، در مقابل ساختمان سازمان برنامه و بودجه در تهران و همچنین در شهرهای کرج، اهواز، تبریز، کرمان، رشت، کرمانشاه و قزوین در مقابل اداره کل تأمین اجتماعی استان مربوط دست به تجمع اعتراضی زدند.
سه شنبه ۱۰ خرداد، جمعی از بازنشستگان تأمین اجتماعی زنجان با برگزاری تجمع اعتراضی در مقابل اداره مدیریت و برنامه‌ریزی زنجان خواستار رسیدگی به مطالبات خود از جمله عدم تعیین تکلیف افزایش حقوق و مستمری سال ۱۴۰۱ آنها شدند.
چهارشنبه ۱۱ خرداد، شماری از بازنشستگان تأمین اجتماعی، در استان زنجان، برای سومین روز متوالی، همزمان شماری دیگر از بازنشستگان تأمین اجتماعی در مقابل ساختمان استانداری استان گیلان نیز در مقابل ساختمان هسته گزینش این استان واقع در رشت و همزمان بازنشستگان تأمین اجتماعی تبریز در برابر ساختمان این سازمان تجمع کردند.
تجمع‌های بازنشستگان در اعتراض به اجرا نشدن مصوبهٔ شورای عالی کار و تصمیم دولت مبنی بر افزایش ده درصد به حقوق سایر سطوح ادامه یافته‌است. قابل توجه اینکه بازنشستگان خواستار افزایش حقوق به میزان نرخ تورم هستند، اما دولت، مصوبه شورای عالی کار مبنی بر افزایش ۳۸ درصد به مستمری غیرحداقل‌بگیران را اجرا نکرده‌است.
در ادامه اعتراضات یکشنبه ۱۵ خرداد، روز دوشنبه ۱۶ خرداد تجمع‌های بازنشستگان ایران در شهرهای مختلف مانند تبریز، دزفول، گیلان، کرمانشاه، شوشتر و اهواز ... برپا شده‌است. معترضان در این تجمع‌ها شعارهایی مانند «مرگ بر رئیسی»، «وعده وعید کافیه سفره ما خالیه»، «وزیر بی‌لیاقت ننگت باد» و «تورم ۱۰۰٪ افزایش ۱۰٪» سردادند. همچنین در این روز گروهایی از بازنشستگان در شهرهای، شیراز، اصفهان، ساری، تبریز، ارومیه، بجنورد، خرم‌آباد، اراک، اردبیل، کرج و مشهد در مقابل اداره تأمین اجتماعی این شهرها، در کرمان، زنجان و بندرعباس در مقابل استانداری، در شیراز، رشت، قزوین در مقابل اداره تعاون، کار و رفاه اجتماعی، در شوش و دزفول در مقابل فرمانداری و در تهران طی دو اجتماع جدا از هم در مقابل مجلس در تجمع‌های اعتراضی خواستار رسیدگی به درخواست‌های خود شدند.
سه شنبه ۱۷ خردادماه، گروهی از بازنشستگان تأمین اجتماعی در شهرهای، رشت، اراک، تبریز، بندرعباس، اصفهان، زنجان، کرمانشاه، کرج، بروجرد، شوش، مشهد، دورود، کرمان، ایلام، اردبیل، قزوین، یزد و اهواز، در اعتراض به عدم پاسخگویی و رسیدگی به درخواست‌هایشان دست به تجمع‌های اعتراضی زدند.
چهارشنبه ۱۸ خرداد، گروهی از بازنشستگان تأمین اجتماعی در شهرهای تهران، اهواز، شوش، یزد، کرمانشاه، اراک، مشهد، کرج، خرم‌آباد و کرمان، تجمع اعتراضی داشتند. آنها با سردادن شعارهای اعتراضی مانند «مرگ بر رئیسی» و «تأمین اجتماعی چه نام اشتباهی» خواستار رسیدگی به درخواستهای خود شدند.
پنجشنبه ۱۹ خرداد ۱۴۰۱، گروه‌هایی از بازنشستگان تأمین اجتماعی، برای چهارمین روز پی در پی، در شهرهای کرج، زنجان، اراک و رشت، تجمع‌های اعتراضی برپا کرده و خواستار رسیدگی به مطالباتشان شدند. آنها با دادن شعارهایی مانند «وعده‌ها تو خالیه، سفره ما خالیه»، «ما صدقه نمی خوایم، ده درصد رو نمیخوایم»، «هم مجلس هم دولت دروغ می‌گه به ملت»، «شش کلاس دروغگو حاصل وعده‌هات کو»، خواستار رسیدگی به درخواستهای خود شدند.
شنبه ۲۱ خرداد، گروهی از بازنشستگان تأمین اجتماعی در شهرهای اهواز، همدان، کرج، ایلام و شوش، تجمع‌های اعتراضی برپا کردند و با سردادن شعارهای اعتراضی مانند «نه غزه نه لبنان، ستم دیده همینجاست»، «توپ تانک فشفشه وزیر باید گم بشه» و همچنین «دولت شش کلاسه همین روزها خلاصه»، خواستار رسیدگی به درخواست‌های خود شدند.
یکشنبه ۲۲ خرداد، گروه‌هایی از بازنشستگان تأمین اجتماعی در ادامه اعتراضات سراسری به وضع معیشتی و کم بودن مستمری، در شهرهای نقده، بندرعباس، زنجان، شوش، سنندج، تبریز، شوشتر، رشت، همدان، کرج، اردبیل، اراک، کرمانشاه، اصفهان، ساری، بروجرد و اهواز در جلو ساختمان اداره کل تأمین اجتماعی استان خود دست به تجمع‌های اعتراضی زدند. آنها در این اعتراضات شعارهایی از قبیل «مرگ بر رئیسی»، «حسین حسین شعارشون، دروغ و دزدی کارشون»، «فقط کف خیابون، به دست می یاد حقمون»، «نه لبنان نه غزه، فکر کن به بازنشسته» و «دولت بی‌کفایت، کار از ما خوردن از تو» سر دادند. تجمع اعتراضی بازنشستگان اصفهانی در این روز با حمله نیروهای انتظامی توسط «باتوم و شوکر» به خشونت کشیده شد و شماری از معترضان زخمی و دستگیر شدند.
دوشنبه ۲۳ خرداد ۱۴۰۱، گروه‌هایی از بازنشستگان تأمین اجتماعی در بندرعباس، اهواز و دورود، تجمع‌های اعتراضی بر پا کردند.
سه شنبه ۲۴ خرداد ۱۴۰۱، گروه‌هایی از بازنشستگان تأمین اجتماعی در اهواز دو تجمع و در شهرهای کرمانشاه، شوش و زنجان، تجمع‌های اعتراضی بر پا کردند.
پنجشنبه ۲۶ خردادماه، جمعی از بازنشستگان سازمان تأمین اجتماعی در شهرهای رشت، تبریز، دورود و اهواز تجمع‌های اعتراضی برپا کردند.
شنبه ۲۸ خرداد، گروهی از بازنشستگان تأمین اجتماعی در اهواز، زنجان، بندرعباس، شوش، کرمانشاه، آبادان، کرمان، شوشتر، تهران و دو استان گیلان و آذربایجان شرقی در تجمع‌های اعتراضی خواستار رسیدگی به درخواستهای خود شدند.
معترضان با دادن شعارهایی مانند «خواسته اصلی ما، حقوق طبق معیشت»، «وعده وعید کافیه، سفره ما خالیه»، «هم مجلس هم دولت، دروغ میگن به ملت»، «تامین اجتماعی، چه نام اشتباهی»، «دولت انقلابی، فقط شعار خالی»، «مدعیِ عدالت! خجالت، خجالت»، «هم مجلس هم دولت، نیستن به فکر ملت»، خواستار رسیدگی به درخواستهای خود شدند.
یکشنبه ۲۹ خردادماه، گروهی از بازنشستگان تأمین اجتماعی، در کرمانشاه، رشت، ساری، اراک، اهواز، شوش، شوشتر، دورود و زنجان، در اعتراض به اجرایی نشدن مصوبهٔ شورای عالی کار در خصوص مزدها و تصمیم دولت در مورد اضافه شدن ده درصدی مستمری سایر سطوح، تجمع اعتراضی داشتند.
دوشنبه ۳۰ خردادماه ۱۴۰۱، عده‌ای از بازنشستگان تأمین اجتماعی در شهرهای کرمان، رشت و زنجان دست به تجمع‌های اعتراضی بر پا کردند.
سه‌شنبه ۳۱ خرداد، گروهی از بازنشستگان تأمین اجتماعی در شهرهای اهواز و کرمانشاه با برگزار کردن تجمع‌های اعتراضی خواستار رسیدگی به درخواستهای خود شدند. بازنشستگان در این تجمع‌ها شعارهایی از جمله «مصوبات شورا اجرا باید گردد» سردادند.
چهارشنبه ۱ تیر ۱۴۰۱، گروهی از بازنشستگان تأمین اجتماعی خوزستان، جلو ساختمان استانداری اهواز در اعتراض به عدم رسیدگی به درخواست‌های‌شان، تجمع اعتراضی برپا کردند.
شنبه ۴ تیرماه، جمعی از بازنشستگان تأمین اجتماعی خوزستان، به دلیل عدم رسیدگی به مطالبات خود، شامل اجرایی نشدن مصوبهٔ مزدی شورای عالی کار و همچنین تصمیم دولت مبنی بر افزایش ده درصدی مستمری سایر سطوح، در مقابل استانداری در اهواز، دست به تجمع اعتراضی زدند.
یکشنبه ۵ تیر، گروه‌هایی از بازنشستگان تأمین اجتماعی در شهرهای شوشتر، کرمانشاه، رشت، اردبیل در مقابل فرمانداری این شهرها و در اهواز جلو استانداری خوزستان برای رسیدگی به وضعیت بد معیشتی و عدم اجرای مصوبه مزدی شورای عالی کار تجمع‌های اعتراضی برپا کردند. معترضان شعارهایی مانند «عزا عزاست امروز، حقوق بازنشسته زیر عباست امروز»، «شش کلاس بی سواد گند زدی به اقتصاد» و «رئیسی حیا کن، مملکت رو رها کن» سر دادند.
دوشنبه ۶ تیرماه، گروهی از بازنشستگان تأمین اجتماعی استان خوزستان در برابر ساختمان استانداری در اهواز تجمع اعتراضی بر پا کردند.
سه شنبه ۷ تیرماه، گروهی از بازنشستگان تأمین اجتماعی استان خوزستان، جلو استانداری در اهواز، تجمع اعتراضی بر پا کردند. آنها با دادن شعارهایی مانند “دستش تو جیب ملته، کجای این عدالته؟ ” خواستار رسیدگی به درخواست‌های خود شدند.
چهارشنبه ۸ تیر، گروهی از بازنشستگان تأمین اجتماعی در اهواز در برابر فرمانداری این شهرستان تجمع اعتراضی بر پا کردند.
پنجشنبه ۹ تیر، گروهی از بازنشستگان تأمین اجتماعی استان خوزستان در جلو ساختمان فرمانداری اهواز تجمع اعتراضی بر پا کردند. آنها شعارهایی مانند «رئیسی دروغگو، حاصل وعده هات کو» سر دادند.
شنبه ۱۱ تیر، گروه‌هایی از بازنشستگان تأمین اجتماعی به دنبال اعلام از قبل، در شهرهای شوشتر، شوش، زنجان، اصفهان، ساری، دزفول، کرج، اراک، اهواز، آبادان، خرم‌آباد، همدان و کرمان، با برگزاری تجمع‌های اعتراضی خواستار رسیدگی به درخواست‌های خود شدند. نیروهای امنیتی تجمع اعتراضی بازنشستگان در اراک را به خشونت کشیدند، اما شهروندان اعتراض داشته و شعارهایی علیه نیروهای سرکوب گر سر دادند.
یکشنبه ۱۲ تیر، گروه‌هایی از بازنشستگان تأمین اجتماعی در شهرهایی مانند اصفهان، کرمانشاه، بندرعباس، رشت، درود، شوشتر، اراک و اهواز در اعتراض به وضعیت معیشتی و اجرا نشدن مصوبه مزدی شورای عالی کار و رسیدگی نشدن به دیگر خواسته‌های خود تجمع‌های اعتراضی بر پا کردند. در این اعتراضات بازنشستگان شعارهایی مانند «دولت شش کلاسه، همین روزا خلاصه»، «منزلت، معیشت، سلامت، حق مسلم ماست» یا «رئیسی دروغگو، حاصل وعدهات کو؟» سر دادند.
دوشنبه ۱۳ تیر، گروهی از بازنشستگان تأمین اجتماعی در شهرهای دورود و شوشتر دست به تجمع‌های اعتراضی زدند. آنها در این تجمع‌ها شعارهایی از قبیل «دشمن ما همینجاست، دروغ میگن آمریکاست» و «حقوق ما ریالیه، هزینه‌ها دلاریه» سر دادند.
چهارشنبه ۱۵ تیر، گروهی از بازنشستگان تأمین اجتماعی در شهرهای شوشتر، اصفهان، کرمان، درود، کرمانشاه و اهواز در برابر اداره کل این سازمان تجمع‌های اعتراضی بر پا کردند.
پنجشنبه ۱۶ تیر گروهی از بازنشستگان تأمین اجتماعی در شوش، در یک تجمع اعتراضی خواستار رسیدگی به درخواستهای خود شدند.
شنبه ۱۸ تیر، گروهی از بازنشستگان تأمین اجتماعی در اهواز و شوشتر، با بر پا کردن تجمع‌های اعتراضی، خواستار رسیدگی به مطالبات خود شدند. آنها شعارهایی مانند: «عزا عزاست امروز، روز عزاست امروز، حقوق بازنشسته، زیر عباست امروز»، «زیر بار ستم نمی‌کنیم زندگی، جان فدا می‌کنیم در ره آزادگی»، «دولت خیانت می‌کند، مجلس حمایت می‌کند»، «دشمن ما همین جاست، دروغ میگن آمریکاست» و همچنین «هر سه قوا ماکته، رهبر چرا ساکته؟» سر دادند.
دوشنبه ۲۰ تیر، گروهی از بازنشستگان تأمین اجتماعی در شهرهای کرمان، رشت، اصفهان و رامهرز طی برگزاری تجمع‌های اعتراضی خواستار رسیدگی به درخواست‌های خود شدند. در کرمان بازنشستگان کفن‌پوش به خیابان‌ها آمده و با برگزاری راهپیمایی و ابراز نارضایتی علیه حکمرانی ناکارآمد و اوضاع نابسامان اقتصادی و سیاسی که برکشور سایه افکنده‌است شعارمیدادند «زیر بار ستم، نمی‌کنیم زندگی، جان فدا می‌کنیم در ره آزادگی».
سه شنبه ۲۱ تیر، گروهی از بازنشستگان تأمین اجتماعی شوش در مقابل ساختمان فرمانداری این شهر دست به تجمع اعتراضی زدند.
چهارشنبه ۲۲ تیر، گروهی از بازنشستگان تأمین اجتماعی در شهرهای اردبیل، کرمانشاه، اهواز، شوش و شوشتر طی برگزاری تجمع‌هایی خواهان رسیدگی به درخواست‌های خود شدند. بازنشستگان در این تجمع‌ها شعارهایی از قیبل «دولت بی‌کفایت، استعفا استعفا»، «هم مجلس هم دولت، دروغ می‌گند به ملت» و «می‌جنگیم می‌میریم ذلت، نمی‌پذیریم» سر دادند.
شنبه ۲۵ تیر، بازنشستگان سازمان تأمین اجتماعی در تهران و همچنین شهرهای دیگر از جمله همدان، رشت، کرمان، اهواز، مشهد، زنجان، یزد، دزفول، بابل، زنجان، شوش، شوشتر و کرج، تجمع اعتراضی خود را در اعتراض به محقق نشدن مطالبات خود با سردادن شعارهایی علیه مقام‌های جمهوری اسلامی، برگزار کردند.
یکشنبه ۲۶ تیر، جمعی از بازنشستگان و مستمری‌بگیران تأمین اجتماعی در شهرهای اراک، اهواز، کرمانشاه، شوشتر و شوش تجمع اعتراضی برگزار کردند.
بازنشستگان در این اجتماع، شعارهایی مانند «نه مجلس نه دولت، نیستند به فکر ملت» و «تا حق خود نگیریم، از پا نمی‌نشینیم» سر دادند.
بازنشستگان در کرمانشاه سفره خالی پهن کرده و برخی معترضان در تجمع شوش نیز لباس‌های سفید به تن کرده و روی آن نوشته بودند «خونی که در رگ ماست، هدیه به معیشت ماست».
چهارشنبه ۲۹ تیرماه، گروهی از بازنشستگان تأمین اجتماعی در شهرهای بهبهان، اهواز، شوش و شوشتر طی برگزاری تجمع‌های اعتراضی خواستار رسیدگی به درخواست‌های شدند.
یکشنبه ۲ مردادماه، گروهی از بازنشستگان تأمین اجتماعی کرمانشاه، در اعتراض به وضعیت بد معیشتی و اجرا نشدن مصوبه مزدی شورای عالی کار، تجمع اعتراضی بر پا کردند.
شنبه ۸ مرداد، گروهی از بازنشستگان تأمین اجتماعی در شهرهای شوش و کرخه در مقابل اداره تأمین اجتماعی شوش و گروهی از بازنشستگان در شهرهای اهواز و اراک در مقابل اداره کل تأمین اجتماعی استان خودشان برای رسیدگی به درخواست‌های خود تجمع‌های اعتراضی برگزار کردند. بازنشستگان در این تجمع اعتراضی شعارهایی مانند «کارگر زندانی، آزاد باید گردد» و «بازنشسته زندانی، آزاد باید گردد» سر دادند.
یکشنبه ۹ مرداد، گروه‌هایی از بازنشستگان تأمین اجتماعی در شهرهای رشت، کرمانشاه و اهواز در اعتراض به اضافه نشدن حقوق و مستمری‌ها، اجرا نشدن  کامل هم‌سان‌سازی و برای رسیدگی به سایر درخواست‌هایشان تجمع‌های اعتراضی بر پا کردند.
دوشنبه ۱۰ مرداد، گروهی از بازنشستگان تأمین اجتماعی و فرهنگی در تهران دست به تجمع اعتراضی زدند. آنها در این تجمع خواهان آزادی و عدم تعقیب و پیگرد معلمان، بازنشستگان، فعالان کارگری و سایر فعالان مدنی در بند بودند.
چهارشنبه ۱۲ مرداد شماری از بازنشستگان تأمین اجتماعی اردبیل برای اعتراض به اضافه نشدن حقوق و مستمری‌ها، اجرا نشدن همسان‌سازی و برای رسیدگی به سایر درخواست‌های خود تجمع اعتراضی برگزار کردند.
شنبه ۱۵ مرداد، گروهی از بازنشستگان تأمین اجتماعی در شهرهای اهواز، اردبیل و اراک، طی برگزاری تجمع‌های اعتراضی خواهان رسیدگی به درخواست‌های‌شان شدند. بازنشستگان در اهواز با دادن شعارهایی مانند «مصوبات شورا اجرا باید گردد» و «کارگر زندانی آزاد باید گرد» از فعالان کارگری دربند نیز حمایت کردند.
سه شنبه ۱۸ مرداد، گروه‌هایی از بازنشستگان تأمین اجتماعی در شهرهای اهواز، شوش، اراک، شوشتر، دزفول، تهران و اصفهان، با برگزاری تجمع‌های اعتراضی خواهان رسیدگی به درخواست‌های خود شدند. بازنشستگان شعارهای زیر را می‌دادند:
در شوش، شعارهای «نه به فقر و نابرابری، نه به تبعیض و ستم، زنده باد رفاه و آسایش، زنده باد نان و آزادی»، در اهواز، شعارهای «مصوبات شورا اجرا باید گردد»، «زیر بار ستم نمی‌کنیم زندگی، جان فدا می‌کنیم در ره آزادگی»، در شوشتر، «رئیسی دروغگو حاصل وعدهات کو، دولت انقلابی فقط شعار خالی، دولت انقلابی چه اسم اشتباهی»
چهارشنبه ۱۹ مرداد گروه‌هایی از بازنشستگان تأمین اجتماعی در چند شهر به خیابان آمدند و در ادامه اعتراضات معیشتی خود علیه سیاست‌های فقرزای دولت شعار دادند. در کرمانشاه مأموران امنیتی چند تن از بازنشستگان معترض را بازداشت کردند.
جمعه ۲۱ و شنبه ۲۲ مرداد، گروه‌هایی از بازنشستگان تأمین اجتماعی در شهرهای اهواز، کرمانشاه، بابل، اردبیل، بجنورد، شوش، کرخه، هفت تپه، رشت، تجمع‌های اعتراضی داشته و خواهان رسیدگی به درخواست‌های خود شدند. تجمع کنندگان در اهواز شعار «می‌جنگیم، می‌میریم، ذلت نمی‌پذیریم»، در شوش شعارهایی مانند «ننگ ما ننگ ما، مخبر الدنگ ما» و در رشت شعار «ظلم و ستم کافیه، سفره ما خالیه» سر دادند.
چهارشنبه ۲۶ مرداد، گروهی از بازنشستگان تأمین اجتماعی در شهرهای اهواز و بندر انزلی با برگزاری تجمع‌های اعتراضی خواستار رسیدگی به درخواست‌های خود شدند. بازنشستگان تأمین اجتماعی اهواز شعار می‌دادند: «یه اختلاس کم بشه مشکل ما حل میشه».
دوشنبه ۱۰ بهمن، جمعی از بازنشستگان مس سرچشمه در اعتراض به منتقل شدن صندوق مس بدون رضایت سهام‌داران به زیرمجموعه وزارت رفاه، برابر دفتر شرکت ملی صنایع مس ایران در خیابان ولیعصر تهران دست به تجمع اعتراضی زدند. به گزارش اتحادیه آزاد کارگران ایران، این بازنشستگان درخواست اصلی خود را حفظ استقلال صندوق بازنشستگی شرکت ملی صنایع مس ایران می‌دانند.
همچنین بازنشستگان مخابرات خراسان رضوی در اعتراض به ۱۳ سال ضایع شدن حقوق ۱۳ خود و همچنین عدم رسیدگی به مطالباتشان در برابر ساختمان مرکزی مخابرات در مشهد دست به تجمع اعتراضی زدند. در یزد، اصفهان، گیلان، ایلام و کرمانشاه نیز بازنشستگان مخابرات در مقابل ساختمان‌های مرکزی اداره مخابرات محل کارشان تجمع‌های اعتراضی مشابهی برپا کردند.

## پیامدها
همزمان با شدت گرفتن اعتراضات صنفی و بالا رفتن قیمت‌ها، حجت‌الله عبدالملکی، وزیر تعاون، کار و رفاه اجتماعی استعفا داد و سید ابراهیم رئیسی با استعفای او موافقت کرد. او اولین وزیری است که ظرف کمتر از یکسال از زمان آغاز به کار دولت ابراهیم رئیسی استعفا می‌دهد. عبدالملکی علت استعفای خود را «افزایش هماهنگی» در دولت عنوان کرد.

## شعارها
«بازنشسته بیدار است، بر حق خود آگاه است»
«نیروی انتظامی، حمایت، حمایت»
«هزینه‌ها دلاریه، حقوق ما ریالیه»
«تورم ۱۰۰ درصد، افزایش ۱۰ درصد»
«وزیر بی کفایت، استعفا استعفا»
«ننگ ما، ننگ ما، وزیر الدنگ ما»
«وعده وعید کافیه، سفره ما خالیه»
«رئیسی دروغگو، حاصل وعده هات کو»
«دولت خیانت می‌کند، مجلس حمایت می‌کند»
«تورم ۱۰۰ درصدُ افزایش ۱۰ درصد»
«دولت انقلابی، دروغ میگه حسابی»
«بی‌سواد دروغگو، حاصل وعده‌هات کو؟»
«عزا عزاست امروز، روز عزاست امروز، بازنشسته مظلوم، صاحب‌عزاست امروز»
«مرگ بر رئیسی»، «تأمین اجتماعی چه نام اشتباهی»
«هم مجلس هم دولت دروغ می‌گه به ملت»
«ننگ ما، ننگ ما، صدا و سیمای ما»
«گرونی، تورم، دشمن جان مردم»
«شش کلاس دروغگو حاصل وعده‌هات کو»
«توپ تانک فشفشه وزیر باید گم بشه»
«دولت شش کلاسه همین روزها خلاصه»
«نه لبنان نه غزه، فکر کن به بازنشسته»
«دولت بی‌کفایت، کار از ما خوردن از تو»
«عزا عزاست امروز، روز عزاست امروز، حقوق بازنشسته، زیر عباست امروز»
«زیر بار ستم نمی‌کنیم زندگی، جان فدا می‌کنیم در ره آزادگی»
«هر سه قوا ماکته، رهبر چرا ساکته؟»